# Tipula (Lunatipula) atreia
Tipula (Lunatipula) atreia is een tweevleugelige uit de familie langpootmuggen (Tipulidae). De soort komt voor in het Nearctisch gebied.